# Список керівників держав 24 року

## Європа
- плем'я атребатів — король Веріка (15-43)
- Боспорська держава — цар Рескупорід I Аспург (14 до н. е.- 37 н. е.)
- король гермундурів Вібілій (до 50)
- правитель Дакії Комосік (9-29)
- Ірландія — верховний король Ферадах Фіндфехтнах (14-36)
- плем'я катувеллаунів — вождь Кунобелін (9-43)
- плем'я маркоманів — вождь Ванній (до 50/51)
- Одриське царство — цар Реметалк II (18-38)
- Римська імперія
  - імператор Тиберій (14-37)
  - консули Сервій Корнелій Цетег і Луцій Віселій Варрон
- пропретор провінції Мезія Гай Поппей Сабін (до 31)
- префект провінції Паннонія Луцій Мунацій Планк (17-35)

## Азія
- Адіабена — цар Монобаз I (20-30)
- Велика Вірменія — цар Арташес III (18-34)
- тетрарх Галілеї та Переї Ірод Антипа (4 до н. е. — 39)
- цар Елімаїди Камнаскір IX (15-25)
- Емеса — цар Самсігерам II (11 р до н. е.-42)
- Іберійське царство — Фарсман I (до 58)
- Індо-парфянське царство (Маргіана) — цар Гондофар (20-50)
- Індо-скіфське царство — цар Аспаварма (15-45)
- Китай —Династія Хань —  Лю Сюань (23-25)
- Когурьо — Темусін (18-44)
- Кушанська імперія — Герай (1-30)
- Набатейське царство — цар Арета IV Філопатор (9 до н. е.— 40 н. е.)
- Осроена — цар Абгар V (13-50)
- Пекче — король Онджо (18 до н. е.—29 н. е.)
- Парфія — Артабан III (10-38)
- Понтійське царство — цариця Антонія Тріфена (до 27)
- Царство Сатаваханів — магараджа Пулумаві I (7-31)
- Сілла — Намхе Чхачхаун (4—24); по ньому - Юрі (23-57)
- Харакена  — до 37 невідомо
- шаньюй Хунну Юй (18-46)
- первосвященник Юдеї Каяфа (18-36)
- префект Сирії Пакувіус (21-32)

## Африка
- Мавретанське царство — цар Птолемей (23-40)
- Царство Куш — цар Шеракарер (23-28)
- проконсул провінції Африка Публій Корнелій Долабелла
- префект провінції Єгипет Гай Галерій (до 31)